# Gabriele Kuby
Gabriele Kuby (rođena 1944. u Konstanzu) njemačka svjetski je poznata publicistica i prevoditeljica. Majka troje djece. Njezin otac bio je književnik, publicist i novinar Erich Kuby, a njezina majka je bila kiparica Edith Schumacher Nećakinja je ekonoma Fritza Schuhmachera i fizičara Wernera Heisenberga.
Objavila je niz knjiga o društvenim i kulturološkim fenomenima.
Na vlastitu želju krštena je u osmoj godini života kao protestantica, a 1996. pristupila katoličkoj crkvi

## Stajališta
Smatra da su muškarac i žena u svojoj genetskoj i hormonalnoj biti drugačiji, i da je program seksualne edukacije dio procesa 'spolnog izjednačavanja' - nametanje nove ideologije i kulturnog programiranja. Gabriele Kuby je mišljenja da se radi u krajnosti o deregulaciji seksualnih normi čovječanstva. U knjizi Nova ideologija seksualnosti Kuby govori o rodnoj ideologiji, seksualizaciji djece, te tvrdi da Ujedinjeni narodi i Europska unija promiču homoseksualnost.

## Publikacije na Hrvatskom jeziku
- Svjetska seksualna revolucija, Godina izdanja 2010., ISBN 978-953-235-205-4
- Nova ideologija seksualnosti, Godina izdanja 2013., ISBN 978-953-7793-28-9

## Vanjske poveznice
- Službena stranica Gabriele Kuby  Arhivirana inačica izvorne stranice od 1. lipnja 2013. (Wayback Machine)
- Članak u "dnevno.hr"  Arhivirana inačica izvorne stranice od 8. lipnja 2013. (Wayback Machine)